# جون نيكولز توم
جون نيكولز توم (1799 - 31 مايو 1838) تاجر إنجليزي، وترشح للبرلمان في كانتربري، وأدين بتهمة الحنث باليمين في قضية تهريب، وقضى ثلاث سنوات في ملجأ الأمراض العقلية في مقاطعة كينت، وبعد إطلاق سراحه، جمع مجموعة صغيرة من الأتباع، لكنه قُتل مع عدد من أتباعه في مواجهة مع جنود الحكومة في غابة بوسندن، في ما يُطلق عليه أحيانًا "المعركة الأخيرة على الأراضي الإنجليزية".

## المعركة الأخيرة

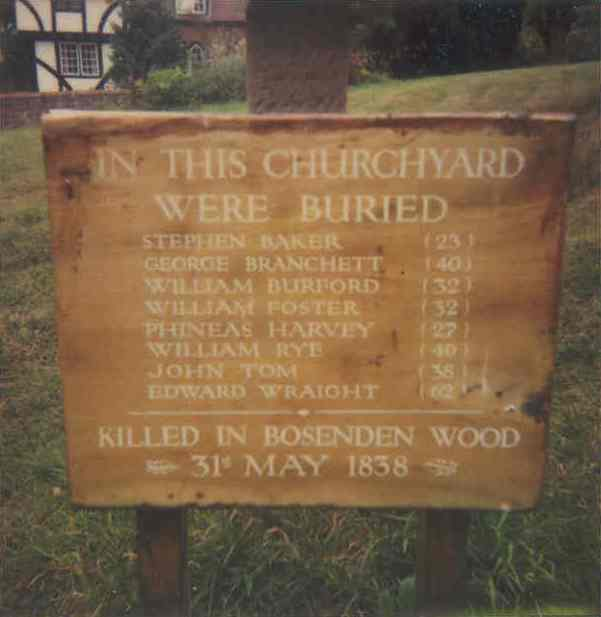
لوحة في ساحة كنيسة هيرنهيل

بحلول يناير 1838، كان توم قد اختلف مع السيد فرانسيس، وقضى الأشهر القليلة التالية في ركوب الخيل عبر شرق كينت، معتمدًا على ضيافة المؤيدين. ومع وعوده بمستقبل أفضل، وتوزيع أكثر عدالة للثروة، ومساواة أكبر، نجح في جذب أتباع من العمال الزراعيين، والحرفيين، وصغار المزارعين. وعلى وجه الخصوص، تناول مخاوفهم بشأن انخفاض الأجور، ونقص العمل، وقانون الفقراء الجديد، الذي أمر جميع الرجال القادرين على العمل بالذهاب إلى دور العمل إذا لم يتمكنوا من العثور على عمل. حتى نهاية شهر مايو، ظلت أنشطة توم ومجموعته الصغيرة من المتابعين سلمية تمامًا، حيث كانوا يسيرون في الريف المحلي محاولين حشد الدعم بين العمال. ومع ذلك، شعر بعض أصحاب الأراضي الأثرياء بالفزع، وفي 31 مايو 1838، أصدر القاضي المحلي الدكتور بور مذكرة اعتقال بحق توم بتهمة تحريض العمال على ترك عملهم.
قامت السلطة بالبحث عنه، وعندما وصلوا إلى مزرعة بوسندن، حيث كان توم وأتباعه يقيمون، أطلق توم النار على أحد رجال السلطة وأرداه قتيلاً. وفر الشرطي ومساعده. وصلت أنباء القتل إلى القضاة وتم استدعاء الجنود من ثكناتهم في كانتربري. اجتمعت مفرزة من فوج المشاة الخامس والأربعين بقيادة الرائد أرمسترونج، مع ثلاثة ضباط صغار وحوالي مائة رجل، مع القضاة وتعقبوا توم وأتباعه إلى منطقة خالية في غابة بوسندن. كان عدد أتباع توم يتراوح بين ثلاثين وأربعين شخصًا (تمكن عدد قليل منهم من الفرار بعد مقتل الشرطي)، وباستثناء توم وشخص آخر كان يحمل مسدسات، كانوا مسلحين بالعصي فقط. وبينما كان الجنود يتقدمون، أطلق توم النار على الملازم بينيت وأرداه قتيلاً. وفي المواجهة التي تلت ذلك، والتي استمرت بضع دقائق فقط، قُتل توم وثمانية من أتباعه أو أصيبوا بجروح قاتلة على يد الجنود، كما أصيب شرطي خاص شاب كان يساعد الجنود بنيرانهم وقتل. أصيب جندي بجروح طفيفة بسبب استخدام عصا.
نقلت جثة توم، مع جثث أتباعه الذين قُتلوا، إلى فندق ريد ليون في دنكيرك. كان النزل محاصرًا من قبل صائدي الهدايا التذكارية والآثار، والفضوليين ببساطة. وزعم مالك فندق ريد ليون أن 20 ألف شخص زاروا الحي خلال الأيام القليلة التالية.
حققت المحكمة في وايت هورس، يوم السبت بعد المعركة، حيث أصدرت هيئة المحلفين حكمًا بـ "القتل المبرر" لوفاة توم وأتباعه. وفي يوم الثلاثاء التالي، دفن توم في مقبرة هيرنهيل.
وتعرض القضاة والسياسيون المحليون، وخاصة اللورد جون راسل، للهجوم بسبب دورهم في القضية. عُينت لجنة برلمانية مختارة واجتمعت لمدة ثلاثة أيام في شهر يونيو. وذهب المحامي فريدريك ليارديت لمسح المنطقة لصالح الجمعية المركزية للتعليم، وبنيت مدرسة وكنيسة في دونكيرك. وتحدث الصحافيون عن الجهل والانحطاط الأخلاقي في المنطقة. واقترح فيرجوس أوكونور إقامة نصب تذكاري تخليداً لذكرى أتباع كورتيناي.